# اردشیر زاهدی
اردشیر زاهدی (۲۴ مهر ۱۳۰۷ – ۲۷ آبان ۱۴۰۰) یک دیپلمات ایرانی بود. او وزیر امور خارجه و آخرین سفیر ایران در ایالات متحده آمریکا در دورهٔ محمدرضا پهلوی و فرزند فضل‌الله زاهدی بود. وی همچنین چند سالی داماد محمدرضا پهلوی، پادشاه ایران بود.

## زندگی‌نامه

### ۱۳۰۷ تا ۱۳۳۲: دوران تحصیل و کودتای ۲۸ مرداد
اردشیر زاهدی در ۲۴ مهر ۱۳۰۷ در تهران به دنیا آمد. پدر وی، سپهبد فضل‌الله زاهدی از نظامیان بلندپایه در سلطنت پهلوی بود. اردشیر زاهدی، دیپلم خود را از یک مدرسه آمریکایی در بیروت، لبنان گرفت و برای ادامه تحصیل به دانشگاه ایالتی یوتا در آمریکا رفت تا درس مهندسی کشاورزی بخواند. ودیعی در اینباره گفته است که افق باز جامعه‏ امریکا وسعت، نرمش، قدرت رفتاری و عملی ویژه‏‌ای به او می‌‏دهد که ارزش‏های تازه‏‌ای بر ارزش‏های میراثی پدرسالاری می‌‏بخشد. همچنین در دورۀ‏ تحصیل در یوتا، اردشیر زاهدی آزردگی‏‌های خانوادگی دارد که مسلّماً در زندگی عاطفی او اثر بسیار نهاده است.
زاهدی در کتاب خاطراتش می‌گوید که اولین دیدارش با محمدرضا پهلوی، شاه ایران را همزمان با اولین بازدید شاه از آمریکا در سال ۱۳۲۸ بوده‌است. در آنجا اردشیر زاهدی به عنوان نمایندهٔ محصلین ایرانی ایالت یوتا به دیدار شاه ایران می‌رود. زاهدی در سال‌های پیش از کودتای ۲۸ مرداد سال ۱۳۳۲ به ایران بازگشت. در آن زمان آمریکایی‌ها در پروژه‌های گوناگونی در ایران، از جمله حوزه کشاورزی فعالیت داشتند. یکی از این پروژه‌ها به نام «برنامه اصل ۴» که برای بهبود کشاورزی در ایران بود و ۱۳۸ آمریکایی در آن مشغول به فعالیت بودند. دکتر هریس رئیس دانشگاه یوتا که شاهد روابط اردشیر و پدر او با شاه در جریان دیدار شاه از امریکا بوده، از او برای همکاری در طرح اصل چهار ترومن دعوت می‏‌کند و اردشیر با سفر به روستاهای دوردست به عمق‏ گرفت،بلکه به معنای عام «دفتری‏ برای نفوذ امریکایی‏ها» بود که چپ استالینی آن معنی را همه ‏جا تلقین‏ می‏‌کرد. معهذا سازمانی بود جالب و جاذب که بسیاری از تحصیل‌کرده‏‌های انگلیسی‏‌دان به خدمت آن درآمدند و خدمت کردند. یرواند آبراهامیان در کتاب «کودتا» می‌نویسد: «اردشیر زاهدی فرزند سرلشکر زاهدی در پروژه اصل ۴ کار می‌کرد و پیام‌های آمریکایی‌ها را به پدرش که مخفی شده بود، می‌رساند.» در کودتای ۲۵ مرداد ۱۳۳۲، سپهبد فضل‌الله زاهدی، پدر اردشیر زاهدی، از عوامل اصلی آن کودتا بود که در ابتدا شکست می‌خورد و سه روز مخفی می‌شود و پس از پیروزی کودتای ۲۸ مرداد، نخست‌وزیر ایران می‌شود.

### ۱۳۳۲ تا ۱۳۴۵: ازدواج با دختر شاه و سفیر شدن
در نخستین سفر محمدرضا پهلوی پس از کودتای ۲۸ مرداد به آمریکا، اردشیر زاهدی به عنوان آجودان کشوری همراه شاه به این سفر می‌رود. به‌این ترتیب، وی خیلی زود به حلقه نزدیکان دربار شاه وارد می‌شود. اردشیر زاهدی سپس در سال ۱۳۳۶ با شهناز پهلوی، دختر بزرگ شاه، ازدواج می‌کند. آن‌ها دختری به نام «مهناز» به دنیا آوردند. اما هفت سال بعد، به خواست شهناز پهلوی از هم جدا شدند. در اسناد ساواک، دلیل این جدایی، عیاشی اردشیر زاهدی خوانده شده‌است.
اردشیر زاهدی دو سال بعد از ازدواج با دختر شاه، به آمریکا برگشت تا این بار در سمت سفیر ایران در آن کشور انجام وظیفه کند. دوران کار در آمریکا از اسفندماه سال ۱۳۳۸ شروع شد و در اسفند سال ۱۳۴۰ هم به پایان رسید. اختلافات اردشیر زاهدی با علی امینی نخست‌وزیر بود که سرانجام باعث شد تا زاهدی از مقام سفیر ایران در آمریکا استعفا دهد. زاهدی پس از آن به لندن، انگلستان رفت و سفیر ایران در آنجا شد. مقامی که از سال ۱۳۴۱ تا ۱۳۴۵ در اختیار وی بود.

### ۱۳۴۵ تا۱۳۵۰: انتصاب به عنوان وزیر امور خارجه
زاهدی در ۱۴ دی ۱۳۴۵ به‌جای غلام عباس آرام در کابینه امیرعباس هویدا، به سمت وزیر خارجه ایران رسید. او پنج سال در این سمت باقی ماند. سپس در اوایل دههٔ ۵۰ خورشیدی بار دیگر به عنوان سفیر ایران در ایالت متحده انتخاب شد و تا هنگام انقلاب ۵۷ در آن مقام باقی ماند و آخرین سفیر ایران در ایالات متحده لقب گرفت. وی در سال ۱۹۶۸ به نمایندگی از ایران پیمان منع تکثیر سلاح‌‌های هسته‌ای را امضا کرد.

### ۱۳۵۷ تا ۱۴۰۰: حمایت از شاه و کناره‌گیری از سیاست
اردشیر زاهدی تنها مقام رسمی حکومت پهلوی بود که در زمان بیماری محمدرضا پهلوی در تبعید با او بود و برای اقامت شاه ایران در ایالات متحده تلاش بسیاری کرد. اردشیر زاهدی پس از بازنشستگی در شهر لوزان، سوییس زندگی کرد.

### درگذشت
اردشیر زاهدی در ۲۷ آبان ۱۴۰۰ در سن ۹۳ سالگی پس از طی یک دوره بیماری در شهر مونترو، سوئیس درگذشت.

## کتاب خاطرات
کتابی به نام خاطرات اردشیر زاهدی بیان گر خاطرات وی از دوران کودکی تا زمان استعفای فضل‌الله زاهدی از نخست‌وزیری توسط نشر کتاب‌سرا در ایران چاپ و انتشار یافت.

## دیدگاه‌ها
اردشیر زاهدی در گفتگو با شبکه پارس از برنامه هسته‌ای ایران دفاع کرد. وی با انتقاد از ایرانیان خارج‌نشین گفت: «بزرگترین گرفتاری که برای مملکت ما هست و خارجی‌ها استفاده می‌کنند و می‌خواهند میان من و شما را به هم بریزند و از آب گل آلود ماهی بگیرند حق اتم است». وی با اشاره به امضاء ان‌پی‌تی و تعهدنامه‌های بین‌المللی توسط ایران، به تسلیحات اتمی در دست سایر کشورهای منطقه خاورمیانه پرداخت و خطاب به مجری گفت: «اسرائیل چهل سال است که این را دارد و کسی حرفی نمی‌زند. هندوستان و پاکستان این دو امضاء نکردند. این حق و حقانیت ایران است و باید به شما بگویم که گول نخورید و باید به شما بگویم که این اختلافات نباید آنچه را که مربوط به ملت و خواهران و برادران ما است از بین ببرد این مال تاریخ و آینده کشور است گول نخورید که کاری بکنید که آیندگان به ما فحش بدهند.» وی همچنین در مورد ترور قاسم سلیمانی توسط آمریکا در مصاحبه با بی‌بی‌سی فارسی بیان کرده‌است: «قاسم سلیمانی سرباز وطن‌پرستی بود که شرافتمند و بچهٔ ایران بود.» و در ادامه او را در ردهٔ چهره‌های برتر سیاسی و نظامی جهان مانند ژنرال دوگل، مونتگمری، رومل و آیزنهاور توصیف کرد.

### کودتای ۲۸ مرداد
زاهدی کودتا را در اثر اقدام ارتش می‏‌داند و در کتابش به‌نوعی نمونه‏ ناپلئون و رضاشاه را در ذهن‏ متبادر می‌‏کند و نمی‌‏خواهد به کودتایی که رنگ سفید دارند و دست نظامیان‏ را در دستکش مخملی دیپلمات است، آن هم در آن روزگار فکر کند. تکیه‏ او بر عزل قانونی مصدق است.

### ادعا در مورد توانایی‌های نظامی جمهوری اسلامی
اردشیر زاهدی در ۷ اردیبهشت ۱۳۹۹ در گفتگو با بی‌بی‌سی فارسی، با بیان اینکه آتیه ایران متعلق به جوانان ایران است گفت:
«ما -نظام پهلوی- چندین میلیارد پول دادیم که هنوز پیش شان است که از آنها -آمریکا- طیاره بخریم، کوفت بخریم، زهر مار، … اینا -جمهوری اسلامی- خودشان دارند (پهپاد) درست می‌کنند، زیردریایی درست می‌کنند، هواپیما درست می‌کنند من به اینا افتخار می‌کنم. خلیج فارس را نگهداری می‌کنند، حالا این آقا وزیر امورخارجه آمریکا به خلیج فارس می‌گوید خلیج عربی، غلط کرده…»
اردشیر زاهدی در این گفت‌وگو که در مخالفت با تحریم‌ها سخن می‌گفت، این مدعا را بیان داشت که نظام جمهوری اسلامی برخلاف نظام پهلوی که وارد کننده هواپیما بود، قادر به ساخت هواپیماست. این گفته‌های اردشیر زاهدی توسط برخی از منابع، گمراه‌کننده توصیف شده‌است.
این گفته‌های اردشیر زاهدی در سال‌های پایانی عمر به همراه واکنش او در برابر مرگ قاسم سلیمانی باعث شد تمامی خبرگزاری‌های ایران خبر فوت وی در آبان ۱۴۰۰ را با تیتر خبری «درگذشت» و در کمالِ احترام یاد کنند و از ادبیات دیگری استفاده نکنند.

## حساب جعلی اردشیر زاهدی در توییتر
یک حساب توییتری با نام اردشیر زاهدی با بیش از ۷۰۰۰ دنبال کننده، مدتی نقل قول‌هایی از وی را در حمایت غیرمستقیم از نظام جمهوری اسلامی ایران منتشر می‌نمود که برخی از رسانه‌های داخل ایران نیز این مطالب را باز نشر می‌کردند. این در حالی است که اردشیر زاهدی در گفتگو با وبسایت ایران‌وایر، داشتن حساب توییتر و انتساب نظرات و جملات منتشر شده در آن را به وی تکذیب نمود و آن را سوءاستفاده از نامش خواند. این حساب توییتری پس از چندی غیرفعال شد.

## نگارخانه

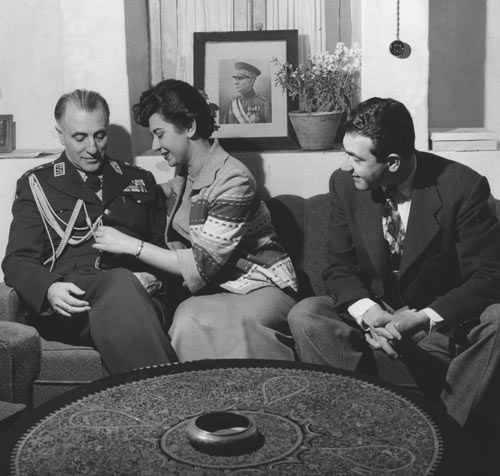
اردشیر زاهدی در کنار پدر و خواهرش هما.
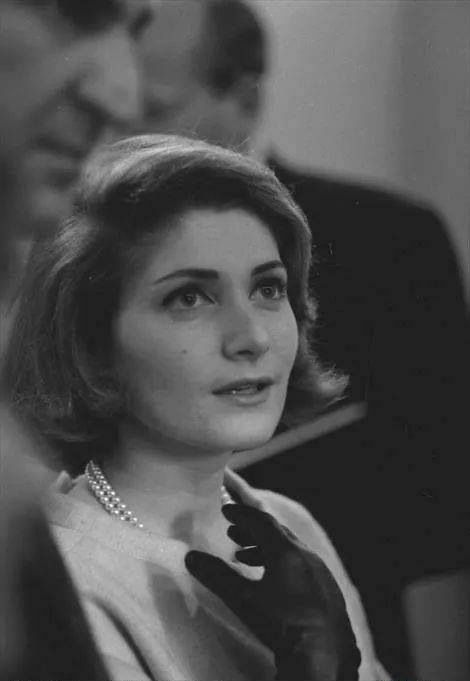
اردشیر زاهدی در کنار شهناز پهلوی
اردشیر زاهدی در کنار محمدرضا پهلوی در سنت موریتز.